# Пятнистая шорная акула
Пятнистая шорная акула (лат. Brachaelurus waddi) — вид хрящевых рыб, единственный представитель рода Brachaelurus семейства шорных акул отряда воббегонгообразные. Обитает в восточной части Индийского океана на глубине до 140 м. Максимальная зарегистрированная длина 122 см. Размножается яйцеживорождением. Не является объектом коммерческого рыбного промысла. 

## Таксономия
Впервые вид описан в 1801 году под названием Squalus waddi. Однако нет твёрдой уверенности в том, что они описали именно пятнистую шорную акулу, а не спутали её с Chiloscyllium punctatum, поскольку описание основывалось на рисунке Джона Лэтэма и не могло быть обосновано более поздними авторами. В 1907 году австралийский ихтиолог Джеймс Дуглас Огилби придумал для систематизации этого вида род «пятнистые шорные акулы», название которого происходит от слов др.-греч. βραχύς — «короткий» и греч. οὐρά — «хвост». В 1973 году Леонард Компаньо поместил пятнистую шорную акулу и серо-голубую шорную акулу в самостоятельное семейство шорных акул. Видовое название пятнистой шорной акулы происходит от одного из мест обитания данного вида, побережья сельского поселения Уадди, расположенного в Новом Южном Уэльсе. 
Различные филогенетические исследования, основанные на морфологии, показали, что шорные акулы являются сестринским таксоном ковровым акулам. В Европе были обнаружены окаменелые останки шорных акул относятся верхнемеловому периоду, а в Чили и Перу подобные окаменелости датируются эпохой плиоцена.

## Ареал
Пятнистые шорные акулы обитают в прибрежных водах у восточного побережья Австралии от Квинсленда до Нового Южного Уэльса. Средой их обитания являются прибойные области, прибрежные рифы и отмели на глубине в 0 — 70 м, и, как исключение, до 140 м. Глубины иногда едва хватает на то, чтобы вода покрыла их тело.

## Описание
У пятнистых шорных акул коренастое тело и широкая, слегка приплюснутая голова с притуплённым рылом. Маленькие овальные глаза расположены высоко на голове, под ними имеются выступы. Позади глаз расположены брызгальца, окаймлённые приподнятым ободком. Ноздри находятся практически на кончике рыла, спереди имеются конические длинные усики, входные отверстия обрамлены кожными складками и бороздками. Ноздри и рот соединены парой бороздок. Рот маленький, поперечный, расположен перед глазами. Жаберные щели маленькие, пятая жаберная щель расположена близко к четвёртой, но не перекрывает её.
Спинные плавники одинакового размера. Основание первого спинного плавника расположено позади основания брюшных плавников. Основание второго спинного плавника находится перед основанием анального плавника. Шипы у основания спинных плавников отсутствуют. Грудные и брюшные плавники широкие и закруглённые. Хвостовой плавник короткий, асимметричный, у края верхней лопасти имеется выемка, нижняя лопасть не развита. Тело покрыта крупными плакоидными чешуями, придающими коже грубый вид. Окраска от черноватой до светло-коричневой, иногда имеются тёмные седловидные отметины или многочисленные белые пятнышки. Брюхо светло-жёлтого цвета. Тело и хвост молодых акул покрывают тёмные полосы, которые с возрастом бледнеют. Пятнистая шорная акула достигает в длину 1,22 м.

## Биология
Обычно пятнистые шорные акулы охотятся на маленьких рыб, а также на моллюсков и рифовых беспозвоночных, включая крабов, креветок, головоногих и морских анемонов. Охотясь, они засасывают жертву. 
Эти акулы являются яйцеживородящими. Размножение имеет годичный цикл, в помёте 7—8 новорожденных длиной 15—18 см. Самцы и самки достигают половой зрелости при длине около 62 см и 66 см соответственно. В неволе они живут до 20 лет. На пятнистых шорных акулах паразитирует ленточный червь рода Carpobothrium.
Эти акулы получили своё англоязычное и русское название из-за того что будучи пойманными и вытащенными из воды они закатывают глазные яблоки и закрывают их толстыми нижними веками. При этом зрение у них нормальное. Они могут оставаться без воды до 18 часов, что позволяет им выжить, оказавшись запертыми на мелководье при отливе.

## Взаимодействие с человеком
На человека данный вид акул не нападает, но если акулу провоцировать, она может укусить. Зафиксированы случаи, когда пятнистые шорные акулы вцеплялись в гидрокостюмы дайверов, и от них невозможно было освободиться, не поднявшись на поверхность воды. Пятнистые шорные акулы подходят для содержания в домашних аквариумах, поскольку они имеют небольшой размер, выносливы и малоподвижны, хотя их ночной образ жизни затрудняет наблюдение за ними. В неволе они способны размножаться: в Сиднейском Аквариуме успешно поддерживается плодовитая популяция этих акул. 
Пятнистые шорные акулы не являются целевым объектом коммерческого рыболовства, поскольку их мясо имеет неприятный горьковатый и аммиачный вкус. В качестве прилова они попадаются в креветочные тралы при промысле у берегов Квинсленда и Нового Южного Уэльса. Пойманных акул выбрасывают за борт и есть основания полагать, что процент выживаемости среди них высок. Иногда пятнистые шорные акулы становятся объектом любительской рыбалки, хотя в целом рыболовы не очень жалуют этих акул, поскольку их маленький рот и мощные челюсти затрудняют удаление крючков. Они свободно проходят в ячеи акульих сетей, ограждающих австралийские пляжи. Вероятно, степень вылова пятнистых шорных акул для использования в аквариумистике не оказывает существенного влияния на численность популяции. Международный союз охраны природы присвоил этому виду статус сохранности «Вызывающий наименьшие опасения». 